# Бьянкон, Жюлиан
Жюлиа́н Алекси́с Андре́ Бьянко́н (фр. Giulian Alexis André Biancone; родился 31 марта 2000, Фрежюс, Вар) — французский футболист, защитник клуба «Олимпиакос».

## Клубная карьера
Уроженец Фрежюса, Бьянкон выступал за молодёжные команды «Максимуаз» и «Фрежюс». В 2015 году стал игроком футбольной академии «Монако». В основном составе «Монако» дебютировал 28 ноября 2018 года в матче Лиги чемпионов УЕФА против «Атлетико Мадрид». 19 декабря 2018 года забил свой первый гол за «монегасков» в матче Кубка лиги против «Лорьяна» дальним ударом из-за пределов штрафной. 22 декабря 2018 года дебютировал в чемпионате Франции в матче против «Генгама».
12 августа 2021 года перешёл в «Труа» .
3 июля 2022 года стал игроком «Ноттингем Форест», подписав с английским клубом трёхлетний контракт.

## Карьера в сборной
В октябре 2018 года Бьянкон дебютировал в составе сборной Франции до 19 лет.